# Quiónides
Quiónides (griego : Χιονίδης o Χιωνίδης) fue un poeta cómico ateniense del siglo V a. C., contemporáneo de Magnes. La Suda dice que Quiónides destacó ocho años antes de las Guerras Greco-Persas, es decir, en el 487 a. C. Pero August Meineke cree que Quiónides destacó no antes del 460 a. C. Para justificar esta fecha cita a Ateneo, quien citó un fragmento de Πτωχοί (Mendigos) de Quiónides, que menciona a Gnésipo, un poeta contemporáneo de Cratino. Aristóteles también señala que Quiónides "vivió mucho después de Epicarmo". Pero Ateneo también afirmó que algunos críticos en ese momento consideraban que el Πτωχοί de Quiónides era ilegítimo. Del mismo modo, algunos estudiosos (p. ej. Heinrich Ritter) se posicionan muy en contra de la autenticidad de las observaciones de Aristóteles.
Títulos de sus comedias:
- Ἥρωες (Héroes), Los héroes
- Πτωχοί (Ptochoi), Pobres o mendigos
- Πέρσαι (Persai), los persas, o Ἁσσυριοι (Assyrioi), los asirios

## Fragmentos
- Teodoro Kock. Comicorum Atticorum fragmenta, i. (1880).
- Augusto Meineke . Potarum Graecorum comicorum fragmenta, (1855).
- Rudolf Kassel, Colin Austin. Poetae comici Graeci Volumen 4. (1983)